# Park im. gen. Jarosława Dąbrowskiego w Łodzi
Park im. gen. Jarosława Dąbrowskiego – obszar zieleni miejskiej położony w południowej części Łodzi między ulicami Rzgowską, Jarosława Dąbrowskiego, Podmiejską i Stanisława Jachowicza w dzielnicy Górna.
Park założono w 1960 roku według projektu inż. Kazimierza Chrabelskiego. Już podczas budowy powierzchnię parku znacznie ograniczono, lokalizując w nim obiekty sportowe Młodzieżowego Klubu Sportowego Metalowiec, przedszkole i łaźnię miejską, która została przebudowana na siedzibę banku. We wschodniej części obok boiska sportowego na gruzach starej fabryki usypano górkę saneczkową. Na południe od górki przy ulicy Stanisława Jachowicza jesienią 2006 roku zbudowano siłownię parkową. Park zajmuje powierzchnię 6,5 ha, przylegające do niego tereny sportowe 2 hektary.
W drzewostanie brakuje egzotycznych i rzadkich gatunków występujących w innych łódzkich parkach. Dominują tu głównie lipy, dęby, topole, brzozy, jarzębiny, robinie.
W 2009 roku teren na południe od parku (przy ulicy Łukasińskiego) poddany został zmianom; zburzono budynki, uprzątnięto gruzy. W tym miejscu powstać mają budynki mieszkalne (315 lokali, do trzynastu pięter wysokości), zrekonstruowane mają być dwie ze ścian zburzonej fabryki.

## W pobliżu
- Tuż przy parku, niecałe 100 m na południe od niego znajduje się niewielki Park Miejski przy ul. Leczniczej oraz zabytkowa Przychodnia Miejska.
- Fabryka Aleksandra Schichta – ul. Łukasińskiego 4 (obecnie osiedle Arboretrum)
- Po przeciwnej stronie ulicy Dąbrowskiego znajdują się:
  - Fabryka braci Stolarow
  - dawny szpital dla Polaków w czasie okupacji hitlerowskiej, ulica Łomżyńska 17/19
  - Przędzalnia wełny Juliusza Kolmana przy ulicy Łomżyńskiej 22
- Przy parku, od strony ulicy Rzgowskiej znajdują się budynki dawnych Łaźni Miejskich.
- Wyższa Szkoła Informatyki i Umiejętności
- zajezdnia tramwajowa Dąbrowskiego